# 皇冠噴泉

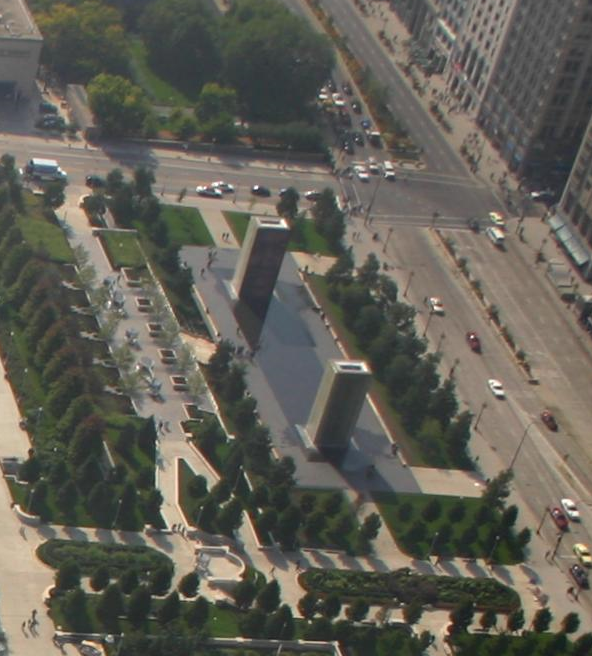
從半空拍攝的皇冠噴泉

皇冠噴泉（英語：Crown Fountain）是位於芝加哥千禧公園的互動式公共藝術，由加泰羅尼亞藝術家約姆·普朗薩設計，2004年7月啟用。皇冠噴泉造價1700萬美元，由黑花崗岩倒影池構成，兩側是玻璃磚所建的塔樓，高15.2公尺（50英尺），並且有LED展示臉部數位影像。受限於天氣，噴泉只於五月至十月間供水。

## 外部連結
- 千禧公園地圖
- 芝加哥洛普區社區地圖 （页面存档备份，存于）
- 網路評論文章中有關爭議的監視攝影機的照片 （页面存档备份，存于）

41°52′53.34″N 87°37′25.44″W / 41.8814833°N 87.6237333°W